# Winston (Suffolk)
Winston is een civil parish in het bestuurlijke gebied Mid Suffolk, in het Engelse graafschap Suffolk met 159 inwoners.